# Poveljstvo sil Slovenske vojske
Poveljstvo sil Slovenske vojske (kratica PSSV) je najvišje operativno poveljstvo Slovenske vojske. Ima operativno poveljstvo nad vsemi enotami in poveljstvi Slovenske vojske, nastanjeno pa je v vojašnici Ivana Cankarja na Vrhniki.

## Zgodovina
Poveljstvo je bilo ustanovljeno 6. januarja 2003 z razpustitvijo 1., 2. in 3. operativnega poveljstva Slovenske vojske ter odvzemom pristojnosti Generalštaba Slovenske vojske nad operativnimi enotami SV.

## Poveljstvo
Poveljnik
- brigadir Bojan Šuligoj (januar 2003–7. januar 2005)
- kapitan Renato Petrič (7. januar 2005–1. december 2006)
- generalmajor Alan Geder (1. december 2006–15. julij 2010[3])
- brigadir Branimir Furlan (15. julij 2010[3]–2013)
- brigadir Milko Petek (12. maj 2017–21. december 2018)
- brigadir Miha Škerbinc (21. december 2018–? in 2020–danes)

Glavni podčastnik
- štabni praporščak Janez Šmid (2006–2011)
- štabni praporščak Igor Skopec (2011–2013)
- štabni praporščak Marjan Horvat (2017–2019)

- višji praporščak Franjo Cesar (2019–danes)

## Organizacija
Trenutna
- Poveljstvo sil Slovenske vojske
  - 1. brigada Slovenske vojske
  - 72. brigada Slovenske vojske
  - Brigada zračne obrambe in letalstva Slovenske vojske
  - Poveljstvo za podporo Slovenske vojske
  - 11. bataljon za zveze Slovenske vojske
  - 430. mornariški divizion Slovenske vojske
  - 5. obveščevalno-izvidniški bataljon Slovenske vojske
  - Enota za specialno delovanje
  - 18. bataljon za jedrsko, radiološko, kemično in biološko obrambo Slovenske vojske
  - 14. inženirski bataljon Slovenske vojske

## Oznake
Znak Poveljstva sil je upodobljen na trikotnem ščitu zgodnjegotskega umetnostnozgodovinskega obdobja z osrednjim simbolom črnim panterjem. V njegovem ozadju so vidni trije združeni simboli, ki ponazarjajo komponente: meč kot kopenske sile, krila kot letalstvo in sidro kot mornarica.